# Chiron sulcithorax
Chiron sulcithorax är en skalbaggsart som beskrevs av Perty 1831. Chiron sulcithorax ingår i släktet Chiron och familjen bladhorningar. Inga underarter finns listade i Catalogue of Life.